# Croton isabellei
Espèce
Croton isabellei est une espèce de plantes à fleurs du genre Croton et de la famille des Euphorbiaceae présente au Brésil (Rio Grande do Sul).
Il a pour synonyme :
- Oxydectes isabellei, (Baill.) Kuntze